# كلية الجراحين الملكية بإدنبرة
يرجع تاريخ كلية الجراحين الملكية بإدنبرة إلى سنة 1505، عندما أسس جراحة وحلاقو إدنبرة ما سمي بالنقابة المهنية بإدنبرة (بالإنجليزية: Craft Guild of Edinburgh)‏، والتي منحها الملك جيمس الرابع ملك اسكتلندا ميثاقاً ملكياً سنة 1506، ويعتبر الأمير فيليب، دوق إدنبرة هو راعي الكلية الحالي.
تمنح الكلية شهادة عضوية الكلية الملكية للجراحين وشهادة زمالة الكلية الملكية للجراحين.

## وصلات خارجية
- الموقع الرسمي